# Ronald Backus
Jonathan Janson (Poole, 28 de marzo de 1922-Perth, 27 de julio de 1999) fue un regatista británico olímpico.

## Biografía
Debutó en los Juegos Olímpicos de Melbourne 1956 en vela en la modalidad Dragon, y después de siete regatas, junto al timonel Graham Mann y Jonathan Janson, consiguió la medalla de bronce tras Suecia y Dinamarca, que consiguieron la medalla de oro y la de plata respectivamente.

## Palmarés internacional
| Año  | Evento           | Lugar                  | Puesto | Categoría |
| ---- | ---------------- | ---------------------- | ------ | --------- |
| 1956 | Juegos Olímpicos | Melbourne ( Australia) |        | Dragon    |